# Тага Айярі
Тага Айярі (араб. طه العياري, нар. 10 травня 2005, Сольна, Швеція) — шведський футболіст марокканського походження, вінгер клубу АІК.

## Ігрова кар'єра

### Клубна
Тага Айярі є вихованцем столичного клубу АІК, де грав з юнацького віку. Восени 2021 року футболіста почали залучати до тренувань першої команди. Весною 2022 року Аярі проходив перегляд у нідерландському клубі «Феєнорд», але повернувся до Швеції.
У серпні Айярі потрапив до заявки на матч чемпіонату країни проти «Гаммарбю» але на поле того разу не виходив. Першу гру в основі футболіст провів 31 серпня у матчі на Кубок Швеції. В чемпіонаті Аярі дебютував 4 вересня, коли війшов на заміну у матчі проти «Сундсвалль». У жовтні того ж року футболіст підписав з клубом професійний контракт, розрахований до кінця 2025 року.

### Збірна
На міжнародній арені Тага Айярі міг виступати за команди Швеції, Марокко та Тунісу. З 2021 року футболіст грав за юнацькі збірні Швеції. У травні 2022 року Тага у складі юнацької збірної Швеції (U-17) брав участь у юнацькому чемпіонаті Європи в Ізраїлі.
У 2024 році Айярі дебютував у молодіжній збірній Швеції.

## Особисте життя
Старший брат Тага Айярі, Ясін Айярі також професійний футболіст. Виступає за англійський «Брайтон енд Гоув Альбіон» та національну збірну Швеції.